# توماس ل كين
توماس ل كين (بالإنجليزية: Thomas L. Kane)‏ (و. 1822 – 1883 م) هو ضابط من الولايات المتحدة الأمريكية . ولد في فيلادلفيا، بنسيلفانيا .
توفي في فيلادلفيا، بنسيلفانيا .بسبب ذات الرئة .